# Efeito de gargalo

Efeito de gargalo seguido de recuperação ou extinção

O efeito de gargalo ou efeito de gargalo da garrafa é um evento evolucionário, de cariz populacional no qual uma percentagem significativa da população de uma espécie morre ou é impedida de se reproduzir.
Este efeito faz aumentar a deriva genética numa população: a taxa da deriva genética é inversamente proporcional ao tamanho do efectivo populacional.
Variação genética reduzida significa que a população pode não ser capaz de se adaptar a novas pressões seletivas; O efeito gargalo de garrafa (bottleneck effect) é um evento genético causado por uma redução drástica do tamanho da população, onde há perda de variabilidade genética. Pode dizer que parte dos genótipos são impedidos de participarem na produção da geração seguinte. Pode ser causado por diversos fatores, como por exemplo o desastre natural; alta frequência de predação natural ou pela caça humana; redução do habitat; redução da migração devido a uma barreira geográfica, por exemplo; surgimento de novas ramificações populacionais; sendo um caso extremo de efeito de gargalo, a extinção.
Efeito gargalo de garrafa ocorre quando o tamanho de uma população é reduzido para, pelo menos, uma geração. Pois a deriva genética age mais rapidamente para reduzir a variabilidade genética em populações pequenas, passando por um gargalo que reduz a variação genética de uma população por muitos, mesmo que o gargalo não dura para as gerações muitas.
É a redução do tamanho efetivo de uma população que sofre muita variação quando está em crescimento ativo. É comum observar-se um efeito gargalo em espécie colonizadoras invadindo um novo habitat, efeito fundador. Isto é comumente observado em pragas e ervas daninhas. Muitas variantes genéticas desaparecem restando somente algumas delas, provavelmente porque a maioria destas mutações não são adaptativas, favorecendo apenas ao espalhamento da espécie e abrindo caminho para os mais adaptados.
É possível que um pequeno grupo dê início a uma nova população, mas pode haver consequências provenientes do efeito de gargalo. Os genes presentes nessa pequena população ficarão fortes, pois o fluxo genético é muito maior do que seria em uma população maior, na qual as diferenças genéticas, incluindo anormalidades, estão disseminadas, causando um efeito fundador. Os genes dos membros fundadores, que com o passar das gerações acaba se tornando uma grande população,  tornam-se muito mais frequentes do que em populações maiores semelhantes. 
É um evento que ocorre independentemente da seleção natural.
Heterozigosidade pode ser usado como uma medida da capacidade de uma população de responder a seleção imediatamente após um gargalo de garrafa.
Ao ocorrer um efeito gargalo pequeno a variabilidade genética da população deverá diminuir rapidamente, porém quando o tamanho da população se torna maior, o gargalo de garrafa começa a aumentar devido a novas mutações. Este problema é estudado matematicamente, e os resultados obtidos indicam que a redução da média de heterozigosidade por locus não depende somente do tamanho do efeito gargalo de garrafa, mas também da taxa de crescimento da população. Se o tamanho da população aumenta rapidamente após passar por um gargalo de garrafa, a redução na média da heterozigosidade é muito pequena, mesmo se o tamanho do gargalo é também muito pequeno. Por outro lado, a perda do número médio de alelos por locus é profundamente afetada pelo tamanho do efeito gargalo, mas não tanto pela taxa de crescimento da população. Esta diferença ocorre principalmente porque a deriva genética aleatória elimina muitos alelos com baixa frequência.  Contudo, o número médio de alelos por loco aumenta mais rapidamente do que a heterozigocidade média quando o tamanho da população é restaurado. 
Estudando o efeito gargalo obtiveram várias respostas, é o comprometimento da diversidade genética e concomitante redução da aptidão individual e potencial evolutivo. Embora a redução da variação genética associado a perturbação demográfica tem sido amplamente demonstrado por marcadores moleculares neutros, a gestão eficaz dos recursos genéticos em populações naturais é dificultado pela falta de compreensão de como a variação genética adaptativa irá responder a flutuações populacionais, uma vez que essas são afetadas pela seleção bem como deriva genética.

## Humanos
Algumas evidências genéticas sugerem que as populações humanas sofreram um efeito de gargalo 70.000 anos atrás. Isto resultou na diminuição da diversidade genética global da espécie humana, possivelmente de grande monta. Alguns indícios (a reduzida variação no cromossomo Y e estudos de DNA mitocondrial) mostram que a população humana actual seria descendente de cerca de 10.000 indivíduos.
Uma teoria indica que a população humana teria sofrido uma redução drástica do número de indivíduos devido à erupção do vulcão do lago Toba, na Indonésia. Esta erupção teria provocado variações extremas nos níveis de vários parâmetros ambientais, incluindo a diminuição da temperatura atmosférica global e o consequente rebaixamento do nível dos oceanos e mares.
A Teoria da catástrofe de Toba defende como consequência da erupção vulcânica uma redução da população humana, antes da calamidade era de 10 mil e após foi de aproximadamente 1000 pares férteis. Nesse evento não só a população humana foi afetada, como também a maioria, se não todos, os organismos viventes da época.
Como resultados da erupção vulcânica houve uma diferenciação acelerada das populações humanas isoladas, conduzindo à extinção de todas as espécies, exceto os dois ramos genealógicos que originaram o homem-de-neandertal (Homo neanderthalensis) e o homem atual (Homo sapiens), e mais recentemente, descobriu-se que, pelo menos, duas espécies de Homo erectus também sobreviveram ao efeito de gargalo, o Homo erectus e o mais recente descoberto Homo floresiensis, na ilha de Flores, também na Indonésia.
Durante a erupção de Toba,o efeito gargalo tinha existido em chimpanzés, gorilas, leopardos, macacos rhesus, orangotango e tigres.

## Exemplos no mundo animal
O bisonte-europeu ficou ameaçado de extinção no início do século XX. Os cerca de 2000 animais existentes no ano 2000 eram todos descendentes de 12 indivíduos e apenas 2 variantes do cromossoma Y são conhecidas nesta espécie.
A população do bisonte-americano ficou bastante reduzida devido à caça excessiva a que foi sujeito. Quase chegou a ser extinto por volta de 1890, mas a partir dessa altura voltou a recuperar o seu efetivo populacional.
Um exemplo clássico do efeito de gargalo foi o que aconteceu com o elefante-marinho, cuja população caiu para os 30 indivíduos em 1890, mas que agora tem um efetivo de dezenas de milhares. Também todas as chitas existentes atualmente são muito semelhantes geneticamente, sugerindo que terá esta espécie sofrido o efeito de gargalo.
De entre as várias populações de tartarugas das Ilhas Galápagos (também um exemplo clássico do efeito fundador), a que o ocorre nas encostas do vulcão Alcedo tem menor diversidade genética quando comparada com outras populações da mesma ilha. Análises ao DNA revelam que terá ocorrido um efeito de gargalo há cerca de 88 000 anos. Alguns milhares de anos antes terá ocorrido uma violenta erupção do vulcão, provocando a alteração da maior parte do habitat das tartarugas. A proximidade temporal destes eventos é deveras sugestiva.
O gado Guzerá no Brasil foi uma raça zebuína predominantemente no início do século, as fêmeas foram intensamente utilizadas nas décadas de 30 e 40 para a formação do gado Indubrasil. Isso fez com que ocorresse um efeito gargalo na raça zebuína, pois o uso das fêmeas reduziu a disponibilidade genética das fêmeas para reprodução. De acordo com o relatório da Organização das Nações Unidas para Agricultura e Alimentação - FAO, 50% das fêmeas Guzerá eram utilizadas para reposição da raça em 1992. Esta proporção oscila de acordo com o mercado de reprodutores; quando está favorável, mais animais são utilizados dentro da raça, quando desfavorável, aumenta a proporção de fêmeas utilizadas para produção de animais mestiços.
De acordo com a análise comparativa de DNA os ursos-pandas (ou panda-gigante), há cerca de 15 a 18 milhões de anos, separaram-se do ramo principal dos ursídeos. Nessa época o ursavus ou urso da alvorada habitava a Europa subtropical e de acordo com os fósseis, os pandas viviam em locais distintos das que habitam atualmente. A fossilização também demonstrou que existia uma segunda espécie, o Ailuropoda minor, que apresentava a metade do tamanho do panda moderno. Através de estudos do genoma do panda, um trabalho publicado em 2002 mostrou que o panda passou por efeito gargalo há 43.000 anos . Os ursos pandas hoje em dia estão ameaçados de extinção devido à baixa taxa de natalidade, a alta mortalidade infantil e destruição de seu ambiente natural. A China apresenta rígidas leis por isso a caça não é um problema para esses animais. Pelos vários problemas que os pandas passam até chegar a fase adulta a variabilidade genética desses indivíduos é baixa. 
O’Brien e outros pesquisadores realizaram um estudo uma série de estudos de genética molecular com guepardos (Acinonyx jubatus) para saber o motivo pelo qual a reprodução em cativeiros era tão difícil. Descobriram que esses animais apresentam uma variabilidade genética mínima entre os guepardos da África. Isso pode sugerir que esses animais passaram por um efeito de gargalo de garrafa e que seus efeitos são refletivos até hoje, sendo ainda agravados pela ação da antropia (ou antrópica). Estudos com guepardos criados em cativeiros confirmam esse efeito gargalo e estão permitindo uma seleção de indivíduos geneticamente distintos para que seja possível a realização de um programa de reprodução em cativeiro. Uns dos problemas em população que passaram por um efeito gargalo, por exemplo é a ocorrência de um doença de felino severa que resulta na morte da maior parte da população, assim mais genes serão perdidos com esse evento, como ocorreu no centro de reprodução  de guepardos em cativeiro de Oregon, nos E.U.A..
Em 2002 Vercesi Filho e outro colaboradores estudaram a raça bovina Indubrasil e encontraram o número de fundadores efetivos (fe) de 181 animais e número efetivo de ancestrais (fa) de 107 animais , Reis Filho em 2006, ao estudar a raça bovina Gir, encontrou valores de fe de 146 animais e fa de 75 animais e Poggian dois anos mais tarde ao estudar a raça bovina Guzerá verificou valores de fe e fa de 318 e 101 animais, respectivamente. Isso demonstra que menos de um terço da número efetivo de fundadores ainda contribuem na população em questão, o que corrobora e ajuda na ocorrência do efeito gargalo. Por selecionar animais com histórico de pedigree conhecido para a reprodução em cativeiro faz com que há perdas de variabilidade genética na população ao longo das gerações, e em caso de programas de conservação o efeito do gargalo é menos observado.
Drosophila polymorpha tem seu limite de distribuição no norte das ilhas de Trinidad e Granada, no Caribe, onde as populações não apresentam polimorfismo de pigmento abdominal, e todas são moscas claras. Porém esse padrão de pigmentação vai se alterando de acordo com as maiores altitudes, onde ocorre um aumento das variações de coloração, como também acarreta nas espécies do subgrupo dunni, uma distribuição clinal. E outras duas espécies do grupo cardini (D. parthenogenetica e D. neomorpha), que também são monomórficas na região do Caribe, são especiação simpátrica à D. polymoipha no norte da América do Sul. Sabendo disso, Heed propôs que o alto grau de polimorfismo ocorre no centro da área de dispersão das espécies, o que aumenta os homozigotos nos seus limites da ocorrência. O autor sugere três principais explicações possíveis para uma restrição de variabilidade genética da distribuição em áreas marginais. A primeira é que provavelmente as condições ambientais não são muito favoráveis, por se tratar de uma população marginal. Com essas condições, se cada uma das espécies for monomórfica a possibilidade de esse ambiente comportar um maior número de espécies aumenta significativamente. Uma segunda razão, associada à primeira, é a existência na área do estudo de outras quatro espécies do grupo cardini. Segundo esse autor, existem fortes evidências indicando a competição entre as espécies do grupo como um fator importante na determinação de sua distribuição geográfica e de sua composição genética. Uma terceira explicação poderia ser o efeito fundador, já que a América Central é o centro de polimorfismo para D. parthenogenetica e D. neomorpha, e o Brasil para D. polymorpha. Ao passarem para a América Central Insular ou Antilhas, as três espécies devem ter sofrido uma diminuição no tamanho populacional e, consequentemente, sofrido o efeito gargalo de garrafa, que acarreta perda de variabilidade genética. 
O abutre-barbudo (Gypaetus barbatur), conhecido como “triturador de ossos” foi caçado até a extinção nos Alpes Europeus no início dos anos 1900. Um animal com envergadura de 2,75 a 3,08 metros, deixava os ossos já sem carne cairem do alto em terrenos duros e desciam para sufar a medula. Sendo responsável pela predação de cordeiros, cabras e até mesmo crianças ao longodos Alpes. Devido a sua predação esses animais selvagem foram extintos, existindo apenas o que eram criados em cativeiro em jardins zoológicos na Europa. Em 1970 os biólogos do Zoológico de Frankfurt Sociedade tentaram restabelecer a população de abutre-barbudo com a liberação de animais criados em cativeiros para o meio ambiente antigamente populado por outros indivíduos dessa espécies. Não se sabe ao certo quantos conseguiram sobreviver e reproduzir, especula-se cerca de 60% a 65%. Os cientistas não estão preocupados com estes já libertos na natureza e sim com os que ainda vivem em cativeiro. Devido a pouca variabilidade genética das aves em cativeiro que serão libertas ao longo do tempo, os biólogos não sabem até quando esse projeto de restabelecer a população de Gypaetus barbatur. Devido a extinção dos animais selvagens houve um efeito gargalo de grande dimensão e que não está ajudando na luta contra a extinção total dessa espécie. 
Desastres, como sismos (terremotos), inundação, ou incêndios podem reduzir o tamanho de uma população drasticamente, matando organismos sem escolher o mais forte ou o mais fraco. Como consequência, haverá uma diminuição na população sobrevivente, a qual não será, provavelmente, representativa da população original na sua constituição genética – situação conhecida como o efeito gargalo. Deriva genética causada pelo efeito gargalo pode ter sido um importante nos início da evolução humana, quando eventos extinguiram tribos e outras foram extremamente reduzidas. O “pool” gênico de cada população que sobreviveu pode ter sido, apenas por acaso, muito diferente daquele presente na população maior que precedeu a calamidade.
Anteriormente a chegada dos europeus na América do Norte, as pradarias serviram como habitats de aves maiores. Em Illinois, Estados Unidos, os números despencaram de mais de 100 milhões em 1900 para aproximadamente 50 indivíduos na década de 90. Essa queda na população foi o resultado de caça e destruição do habitat, mas as consequências aleatórias tem sido uma grande perda de diversidade de espécies. A análise de DNA comparando os pássaros a partir dos anos 1990 e meados do século mostra um declínio genético acentuado nas últimas décadas, corroborando um efeito gargalo.
Os machos dominantes da espécie hamster dourado são responsáveis por cruzarem com o número máximo de fêmeas que conseguirem, com isso muito animais possuem o mesmo genótipo herdados do mesmo pai. Esse evento faz com que ocorra um efeito de gargalo de garrafa. São animais encontrados no deserto da Síria por volta da década de 1930.
O bisão-europeu (Bison bonasus), extinguiu-se no início do século XX. Os animais que vivem hoje são todos descendentes de 12 indivíduos e têm baixíssima variação genética, que pode estar começando a afetar a capacidade reprodutiva dos touros (Luenser et al., 2005). A população de Bisonte americano (Bison bison) caiu devido a um alto nível de caça, onde quase levou uma extinção nos anos de 1890, depois disso tem se recuperação.

## Plantas
Estudos mostraram que não há variabilidade genética no genoma do Pine Wollemi (Wollemia nobilis). Há apenas cerca de 100 espécimes em meio natural e dezenas de milhares cultivadas, isso indica que as espécies passaram por um efeito gargalo de garrafa intenso.

## Na teoria da evolução
Com a redução de uma população, a deriva genética desempenha um papel maior na especiação. Um animal terrestre, como um urso-pardo, pode estar localmente reduzida a uma dezena de pares reprodutivos em uma ilha do Ártico. Isso provavelmente aconteceu na última Era do Gelo, e o estreito de Bering recuou para o mar. Nessa circunstância, uma característica benéfica aparecendo em um macho alfa ou dois pode mudar a cor, tamanho, capacidade de natação, resistência ao frio, ou a agressividade do grupo em apenas algumas gerações, devido só eles passaram seus genes às proles.

## Deriva genética
Consiste na alteração da frequência dos alelos de uma determinada população devido exclusivamente ao acaso. As populações pequenas são muito mais sensíveis à ocorrência de deriva genética do que as populações com maior número de indivíduos, podendo observar-se grandes oscilações nas frequências alélicas de uma geração para a seguinte.
A deriva genética pode causar grandes perdas de variação genética em populações pequenas.

## Tamanho da população mínima viável
Em biologia de conservação, população mínima viável ajuda a determinar o tamanho efetivo da população (fe) quando a população está em risco de extinção (Gilpin e Soulé, 1986 e Soulé, 1987). Há um debate considerável sobre a utilidade dessa população mínima.

## A especiação peripátrica
Ocorre quando um pequeno grupo se isola do núcleo principal da espécie. Como esse grupo é apenas uma pequena parte de uma população total da espécie, todas as diferenças genéticas que tornam a espécie robusta podem se perder. Isso constitui o que os biólogos denominam efeito de gargalo de garrafa, ou somente efeito gargalo. Com isso alguns dos genes que fluem habitualmente dentro de uma espécie foram suprimidos e segregados do conjunto genético. No efeito evolucionário de gargalo, uma pequena população consegue produzir gerações subsequentes.

## Engenharia
Na engenharia um gargalo é um fenômeno onde o desempenho ou a capacidade de um sistema inteiro é limitada intensamente por um único elemento. Formalmente, um gargalo encontra-se em um sistema de caminho crítico e oferece o menor rendimento. Como tal, os designers de sistema tentará evitar gargalos e esforço direto para localizar e ajustar os gargalos existentes. Alguns exemplos de gargalos de engenharia possíveis são: processador, um link de comunicação, um processamento de dados de software, etc.

## Tráfego
No tráfego um gargalo é uma seção de uma rota com capacidade de carga, mesmo que  minimamente, inferior ao que distingue de outras seções da mesma rota. É muito comum de isso acontecer numa parte estreita de uma estrada, com uma redução do número de vias ou  ou uma diminuição do número de faixas de um trem de linha. Por decorrência de um estrito túnel ou uma ponte, por exemplo, e a velocidade não deve passar do máximo permitido para não colocar a segurança das pessoas em risco.
Os canais são tidos como pontos de estrangulamento, um dos mais comuns é o Canal do Panamá, são utilizados para facilitar a passagem de um ponto a outro que sem esse canal não seria tão facilmente atravessado. São também utilizados, muitas vezes, como objeto de ofensivas ou defensivas ações militares.